# Christian Klippel

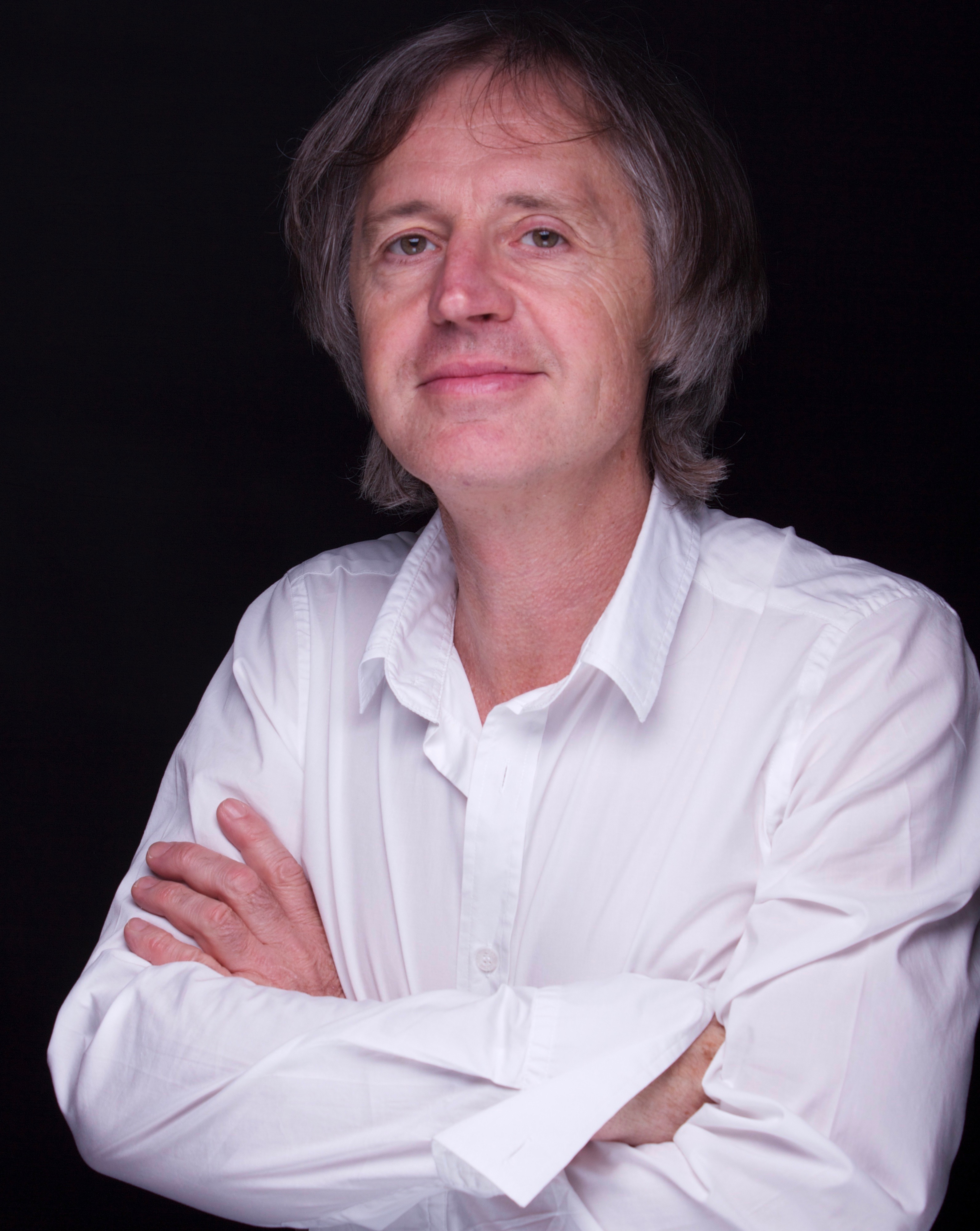
Christian Klippel

Christian Klippel (* 4. April 1955 in Wittlich) ist ein deutscher Schriftsteller. Seine bekanntesten Werke sind der Roman 456 und der Rest von heute (1979, über die Bundeswehr) und der Poproman Barfuß nach Palermo (geschrieben 1985, veröffentlicht 1999).

## Leben und Werk

### Biografie
Klippel wuchs in Heidelberg auf. Nach dem Grundwehrdienst ging er 1979 nach Paris, wo er die Arbeit an seinem Debütroman beendete. Es folgte ein Jahr auf Korsika. Hier entstand sein zweiter Roman Metro Babylon, der bis auf einen kleinen Auszug unveröffentlicht blieb. Die nächsten Stationen waren New York, Heidelberg, Berlin, Palermo und Rom bzw. Rocca di Papa, wo er mit seinem zeitweiligen Weggefährten, dem Autor Michael Kleeberg, eine Wohnung teilte. 1984 zog er nach Amsterdam. Dort beendete er den Poproman Barfuß nach Palermo und begann, Philosophie und Theologie zu studieren. Nach einem zweiten Jahr in Paris als Dolmetscher und Übersetzer und einem halben Jahr als Hospitant am Heidelberger Theater kam er Ende 1986 nach Hamburg und wurde Werbetexter.
Christian Klippel ist der Bruder der Malerin und Hörspielautorin Susanne Amatosero.

### „456 und der Rest von heute“

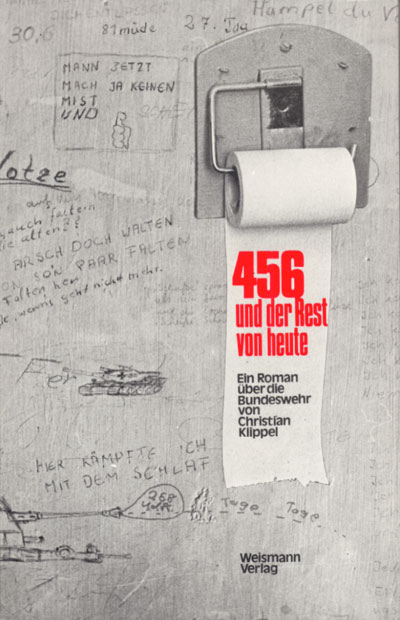
Cover der Erstausgabe von 456 und der Rest von heute (1979)

Als Romanautor debütierte Klippel 1979 mit dem Bundeswehrroman 456 und der Rest von heute, der im Weismann Verlag – Frauenbuchverlag erschien. Darin schildert er, wie sich der anfänglich vom Dienst in der Armee überzeugte Zeitsoldat Stefan Hofmann allmählich zum Pazifisten wandelt. Das Buch wurde zwischen 1979 und 1987 in acht Auflagen mit einer Stückzahl von ca. 20.000 Exemplaren gedruckt, fand besonders unter damaligen Wehrpflichtigen starke Verbreitung und wurde als Plädoyer für eine Kriegsdienstverweigerung gelesen. Die Zahl ‚456‘ im Titel steht für die Anzahl der Tage, aufgrund der gesetzlich festgelegten Dauer des Grundwehrdienstes von 15 Monaten, die von 1972 bis 1990 galt. Michael Kleeberg schätzt, dass der Roman „damals gewiss 10.000 Wehrpflichtige zur Verweigerung getrieben“ hat.
456 und der Rest von heute löste einen kleinen Skandal aus, weil Klippel für seine Figuren die tatsächlichen Namen einiger seiner Vorgesetzten verwendet hatte. Der Verlag wurde daraufhin medienwirksam von Bundeswehrangehörigen verklagt und musste die Namen in einer Neuauflage ändern. Der Stern berichtete in seiner Ausgabe 7/1980 in einem ausführlichen Artikel über diesen Vorfall und machte das Buch so weiter bekannt. 1981 kam es zu einer Lizenzausgabe für den Bertelsmann-Buchclub, so dass das Buch insgesamt fast 80.000 mal verkauft wurde.

### Arbeit an weiteren Romanen
Danach schrieb Christian Klippel unter anderem einen Roman über die Italienreise zweier deutscher Punks, der ursprünglich als Spitzentitel in Jörg Schröders März Verlag erscheinen sollte. Die Erzählung basiert auf einer Reise, die Klippel und ein Freund Anfang der 1980er Jahre als angebliche Handleser unternommen haben. In dem Dokumentarfilm Die März Akte (1985), der 1986 mit einem Adolf-Grimme-Preis ausgezeichnet wurde, gibt es eine im Haus des potenziellen Verlegers Schröder in Schlechtenwegen gedrehte Szene mit Christian Klippel, in der über den Roman gesprochen wird. Barfuß nach Palermo – so der Titel des Romans – erschien jedoch erst mit gut 15 Jahren Verspätung bei Editions Mathieu. Nach Ansicht von Michael Kleeberg war der bereits 1985 fertig geschriebene Roman „der erste deutsche Poproman“.
Zehn Jahre nach seinem Debüt folgten die nächsten Veröffentlichungen Klippels. Zusammen mit Sven Böttcher verfasste er die Krimis Störmer im Dreck (1989) und Mord zwischen den Zeilen (1991). Danach erschienen sein Erzählungsband Welch ein Tag (1995) als Werbung für die Brauerei Diebels und, außer dem erwähnten Barfuß nach Palermo (1999), die Kinderbücher Schiff in der Wüste (2000) und Magda auf dem Mars (2008). Im Stuttgarter Kinder- und Jugendbuchverlag Thienemann-Esslinger brachte Klippel 2016 und 2017 im Genre Young Adult Fiction die Road Novels „Hoffnung kostet extra“ und „Verdammt schönes Leben“ heraus – letzteres zählte 2016 bei WELT online zu den 10 besten Büchern des Sommers.

## Veröffentlichungen

### Bücher
- 456 und der Rest von heute. Ein Roman über die Bundeswehr (München: Weismann, 1979)
- (als Kristian Klippel, mit Sven Böttcher) Störmer im Dreck (Hamburg: Kellner 1989)
- (als Kristian Klippel, mit Sven Böttcher) Mord zwischen den Zeilen (Zürich: Haffmans 1991)
- Welch ein Tag. Geschichten über die Glücksmomente im Leben (Düsseldorf: ECON 1995)
- Barfuss nach Palermo. Ein Schelmenroman (Heidelberg: Ed. Mathieu 1999)
- Schiff in der Wüste (Berlin, München: Altberliner 2000)
- (gelesen von Nadine Fahner) Schiff in der Wüste. Ein Hörbuch für Kinder ab 7 Jahren (Daun: TechniSat Digital, Radioropa Hörbuch 2006)
- (als Nicki Fischer) Magda auf dem Mars. Geburtstagsparty im Weltall (Norderstedt: Books on Demand 2008)
- Die Zauberkröte, Musiktheaterstück für Kinder mit Motiven von W. A. Mozart, (Eschach: CANTUS-Theaterverlag 2015)
- Verdammt schönes Leben Road Novel, Jugendbuch (Stuttgart: Thienemann-Esslinger, 2016)
- Hoffnung kostet extra Road Novel, Jugendbuch (Stuttgart: Thienemann-Esslinger, 2017)

### Anderes
- Äonen steigen auf ... und gehen unter. In: taz, 26. Mai 1984. S. 14. (über einen Besuch bei Luise Rinser in Rocca di Papa)
- Es hatte Sinn. In: MAMMUT. März Texte 1 & 2. 1969–1984. Herbstein: März Verlag 1984. S. 489–493.
- „Tschick“ auf Italienisch – Marc Reichwein über „Verdammt schönes Leben“